# Ann Todd

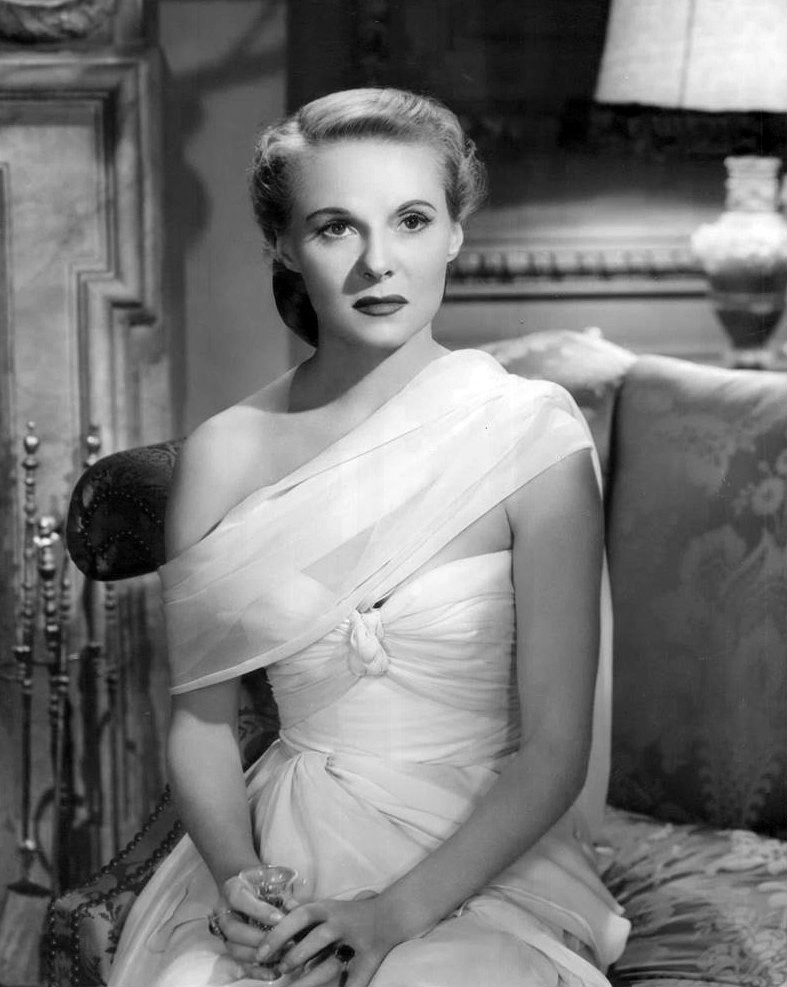
Ann Todd in The Paradine Chase, 1947

Ann Todd (Hartford, 24 januari 1909 - Londen, 6 mei 1993) was een Engelse actrice en producent.

## Biografie
Todd groeide op in Cheshire, ging naar school in Eastbourne, en werd reeds jong actrice. Haar filmdebuut was op 21-jarige leeftijd. Ze werd na de Tweede Wereldoorlog beroemd door haar rol als verpleegster Elena in de film Perfect Strangers.
Todd trouwde drie keer. Haar eerste echtgenoot was Victor Malcolm, de kleinzoon van Lillie Langtry, met wie ze een zoon kreeg. Daarna hertrouwde ze met auteur Nigel Tangye (1945-1949), met wie ze een dochter kreeg, en filmregisseur David Lean (1949-1957), twee volle neven van haar. Lean regisseerde enkele van haar producties.
Todd schreef een autobiografie The Eighth Veil, een titel die verwijst naar The Seventh Veil, de film die haar in eigen land beroemd maakte. Ze stierf op 84-jarige leeftijd aan een beroerte.

## Filmografie
- 1931: Keepers of Youth als Millicent
- 1931: These Charming People als Pamela Crawford
- 1931: The Ghost Train als Peggy Murdock
- 1932: The Water Gipsies als Jane Bell
- 1934: The Return of Bulldog Drummond als Phyllis Drummond
- 1936: Things to Come als Mary Gordon
- 1937: Action for Slander als Ann Daviot
- 1937: The Squeaker als Carol Stedman
- 1938: South Riding als Midge Carne
- 1938: Black Magic (tv) als Mary Chalfont
- 1938: The Old and the Young (tv) als ?
- 1938: Ann and Harold (tv-serie) als Ann Teviot
- 1939: Tower of London als Princess
- 1939: Poison Pen als Ann Rider
- 1941: Danny Boy als Jane Kaye
- 1942: Ships with Wings als Kay Gordon
- 1945: Perfect Strangers als Elena
- 1945: The Seventh Veil als Francesca
- 1946: Gaiety George als Kathryn Davis
- 1947: The Paradine Case als Gay Keane
- 1948: Daybreak als Frankie
- 1948: So Evil My Love als Olivia Harwood
- 1949: The Passionate Friends als Mary Justin
- 1950: Madeleine als Madeleine Smith
- 1952: The Sound Barrier als Susan Garthwaite
- 1954: BBC Sunday Night Theatre in Tovarich (tv) als Grand Duchess Tatiana Petrovna
- 1954: The Green Scarf als Solange Vauthier
- 1955: The Alcoa Hour (tv-serie) - aflevering: "The Black Wings" als Jane Cornish
- 1955: The United States Steel Hour (tv-serie) - aflevering: "Edward My Son" als Evelyn Holt
- 1957: Time Without Pity (1957), Honor Stanford
- 1957: Climax! (tv-serie) - aflevering: "Shadow of a Memory" als Jane Palmer
- 1958: General Electric Theater (tv-serie) - aflevering: "Letters from Cairo"  als Cynthia Spence
- 1958: Armchair Theatre (tv-serie) - aflevering: "The Lady of Camellias" als Marguerite Gautier
- 1958: Alfred Hitchcock Presents (tv-serie) - aflevering: "Sylvia" (1958) als Sylvia Leeds Kent
- 1958: Playhouse 90 (tv-serie) - aflevering: "Not the glory" als Lady Diane Goodfellow
- 1959: The Offshore Island (tv) als Rachel Verney
- 1959: Playhouse 90 (tv-serie) - aflevering: "The grey nurse said nothing" als Laura Mills;
- 1961: Thriller - aflevering: "Letter to a lover" als Sylvia Lawrence
- 1961: Taste of Fear als Jane Appleby
- 1962: Figlio del capitano Blood II (Zoon van kapitein Blood) als Arabella Blood, tegenspeelster van Errol Flynns zoon Sean Flynn
- 1965: Ninety Degrees in the Shade als Mrs Kurka
- 1966: Armchair Theatre (tv-serie) - aflevering: "Ready for glory" als Lady Baynton
- 1967: Thirty Minute Theatre (tv-serie) - aflevering: "The keys on the streets" als ?
- 1972: The Fiend als Birdy Wemys
- 1979: The Human Factor als Castle’s mother
- 1985: Maelstrom (tv-serie) als Astrid Linderman
- 1986: The McGuffin als Mrs Forbes-Duthie
- 1992: Maigret (tv-serie) - één aflevering: "The patience of Maigret" als Mlle Josette